# Richard Pottier
Richard Pottier (bürgerlich Ernst Deutsch; * 6. Juni 1906 in Graz, Österreich-Ungarn; † 2. November 1994 in Le Plessis-Bouchard) war ein französischer Filmregisseur und Drehbuchautor österreichischer Herkunft.

## Leben
Ernst Deutsch studierte Medizin, brach dieses Studium aber ab und war 1929 unter Josef von Sternberg Assistent bei dessen Der blaue Engel, dann bei Dimitri Buchowetzki. Bald darauf ging er nach Frankreich; zunächst für französische Sprachversionen von international produzierten Filmen. 1934 nahm er sein französisches Pseudonym Richard Pottier an, später auch die Staatsbürgerschaft.
Während des Zweiten Weltkriegs drehte Richard Pottier unter der deutschen Besatzung in Paris für die Continental Films fünf Filme.
Bis zu Beginn der 1960er Jahre inszenierte Pottier rund 40 Filme, darunter zahlreiche Melodramen, Kostümfilme und abenteuerliche Stoffe, manchmal in italienischer Koproduktion.

## Filmografie (Auswahl)
- 1934: Si j'étais le patron
- 1935: Fanfare d'amour
- 1935: Un oiseau rare
- 1937: Les Secrets de la mer Rouge
- 1937: 27, rue de la Paix
- 1942: Défense d'aimer
- 1943: Picpus
- 1943: Mon amour est près de toi
- 1943: La Ferme aux loups
- 1945: Les Caves du Majestic
- 1945: … und sowas nennt sich Detektiv (L'insaissisable Frédéric)
- 1947: Blick ins Dunkel (Vertiges)
- 1948: Morgen beginnt das Abenteuer (L'aventure commence demain)
- 1948: Die weiße Nacht (La nuite blanche)
- 1949: Barry – Der Held von St. Bernhard (Barry)
- 1950: Casimir (Casimir)
- 1950: Klagt mich an (Meurtres)
- 1951: Im Anfang war nur Liebe (Caroline chérie)
- 1952: Die Veilchen der Kaiserin (Violettes impériales)
- 1953: Herz zwischen den Fronten (Les révoltés du Lomanach)
- 1954: Eine Frau erobert die Welt (La belle Otéro)
- 1954: Der geheimnisvolle Gefangene (Il prigionero del re) (Ko-Regie)
- 1956: Die Herrscherin vom Libanon (La châtelaine du Liban)
- 1956: Der Sänger von Mexiko (Le chanteur de México)
- 1957: Tabarin (Tabarin)
- 1958: Texasmädel (Sérénade au Texas)
- 1960: David und Goliath (David e Golia) (Ko-Regie)
- 1961: Der Raub der Sabinerinnen (Il ratto delle Sabine)